# Csobánka
Csobánka is een plaats (község) en gemeente in het Hongaarse comitaat Pest. Csobánka telt 2855 inwoners (2001).

## Galerij

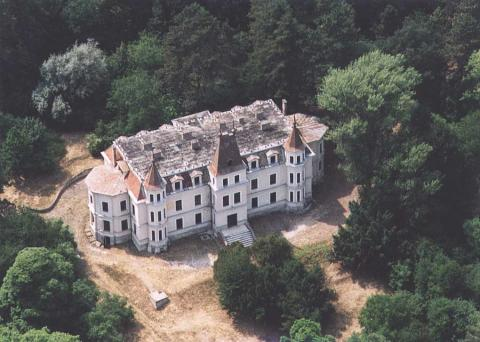
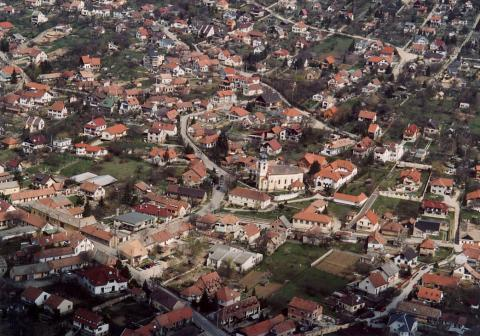
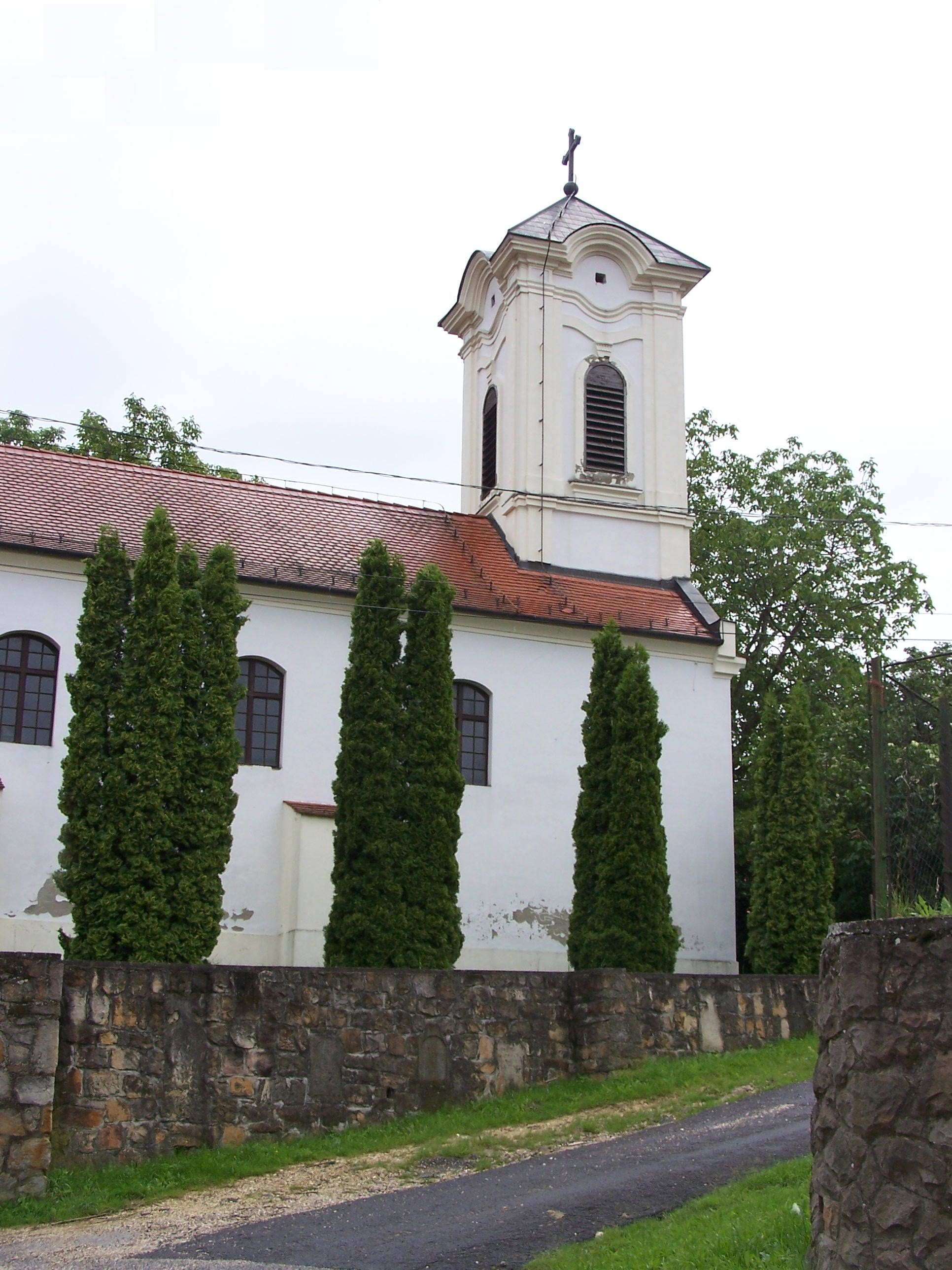
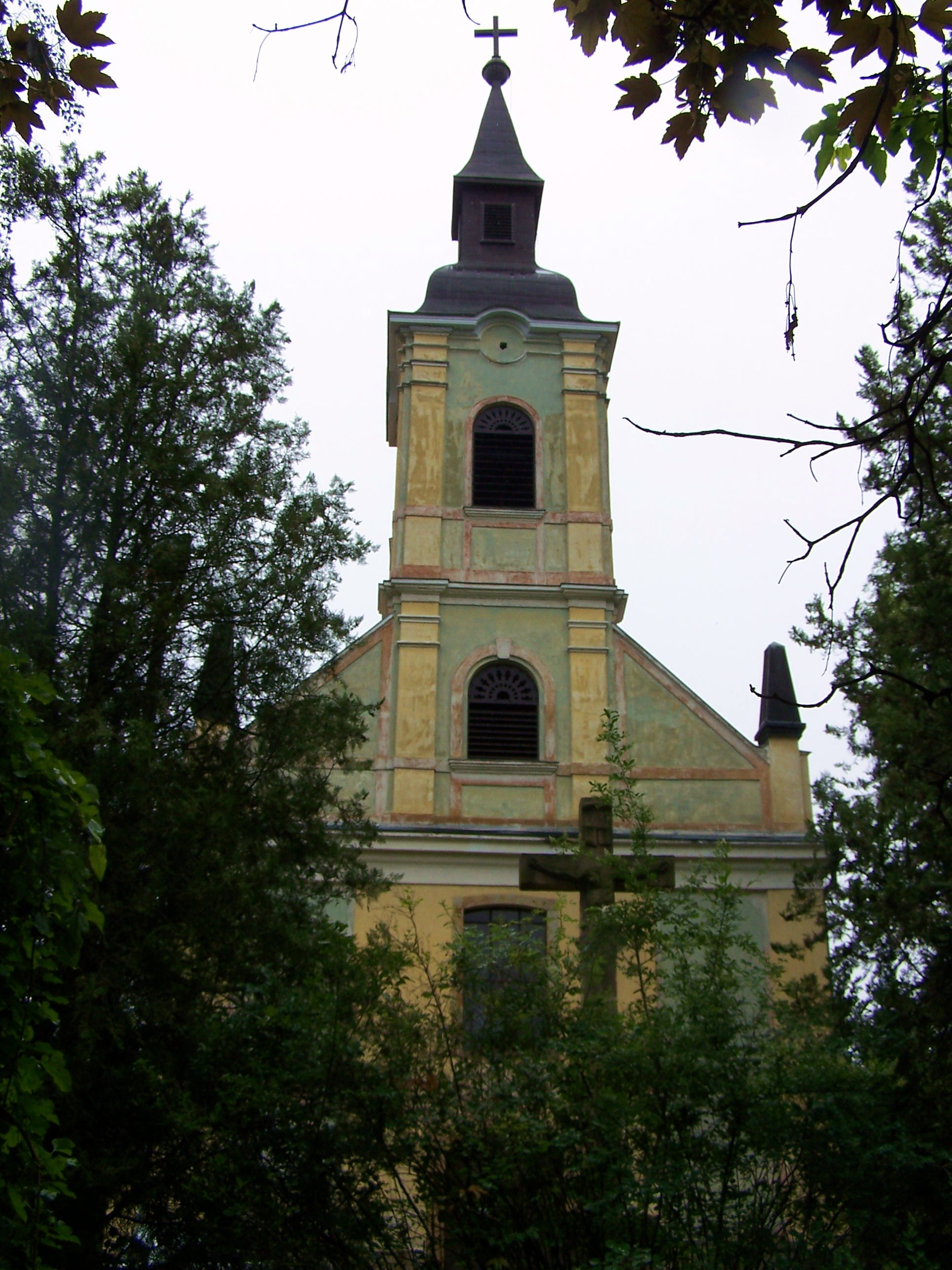